# Sami Zayn
Rami Sebei (12 iulie 1984) este un wrestler profesionist canadian de origine siriană, mai cunoscut sub numele său de scenă El Generico. Este renumit pentru aparițiile sale în Ring of Honor și Wrestling Guerrilla, precum și pentru stilul său mexican de lupte, și fraza lui "¡Olé!". În prezent lucrează pentru WWE sub numele Sami Zayn. A fost de două ori campion mondial în PWG după ce a câștigat de două ori Campionatul Mondial din PWG. Este, de asemenea, cunoscut pentru a fi o dată Campion NXT și de 2 ori Campion Intercontinental.

## Titluri și realizări în wrestling
- Association de Lutte Féminine

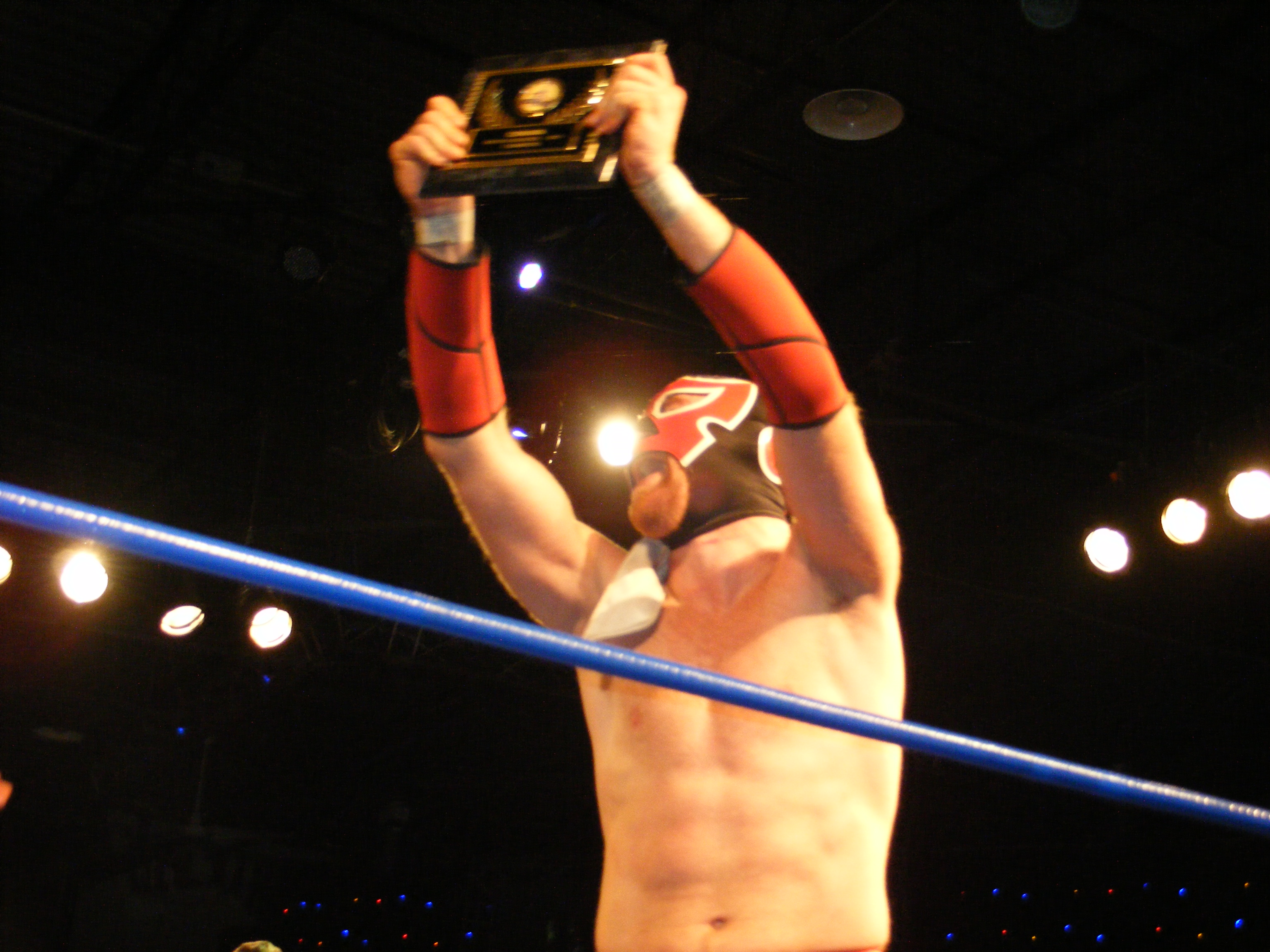
El Generico își sărbătorește victoria Chikara Rey de Voladores în aprilie 2011

  - Sensational Sherri Memorial Cup Tournament (2007) – alături LuFisto
- Britannia Wrestling Promotions
  - PWI:BWP World Catchweight Championship (1 dată)
- Chikara
  - Rey de Voladores (2011)
- DDT Pro-Wrestling / Union Pro Wrestling
  - DDT Extreme Division Championship (1 dată)[3]
  - KO-D Openweight Championship (1 dată)
  - Best Foreigner Award (2012)[4]
- Elite Wrestling Revolution
  - Elite 8 Tournament (2004)[5]
- GBG Wrestling
  - GBG Heavyweight Championship (1 dată)[6]
- International Wrestling Syndicate
  - IWS World Heavyweight Championship (2 ori)[7]
  - IWS World Tag Team Championship (1 dată) – alături de Twiggy[7]
- Monteregie Wrestling Federation
  - MWF Provincial Championship (1 dată)
- North Shore Pro Wrestling
  - NSPW Championship (1 dată)[8]
- Pro Wrestling Guerrilla
  - PWG World Championship (2 ori)[9]
  - PWG World Tag Team Championship (5 ori) – alături de Human Tornado (1), Quicksilver (1), Kevin Steen (2) și Paul London (1)[10]
  - Battle of Los Angeles (2011)
  - Dynamite Duumvirate Tag Team Title Tournament (2010) – alături de Paul London
- Pro Wrestling Illustrated
  - Ranked No. 23 of the top 500 singles wrestlers in the PWI 500 in 2015[11]
- Pro Wrestling Prestige
  - PWP Heavyweight Championship (1 dată)[12][13]
- Puerto Rico Wrestling Association
  - PRWA Caribbean Championship (1 dată)[14]
- Ring of Honor
  - ROH World Tag Team Championship (1 dată) – alături de Kevin Steen[15]
  - ROH World Television Championship (1 dată)
- SoCal Uncensored
  - Lupta anului (2006) vs. PAC, 18 noiembrie, Pro Wrestling Guerrilla[16]
  - Match of the Year (2007) vs. Bryan Danielson, July 29, Pro Wrestling Guerrilla[17]
  - Most Outstanding Wrestler (2006, 2007)[16][18]
  - Tag Team of the Year (2006) with Quicksilver[16]
  - Wrestler of the Year (2007)[19]
- STHLM Wrestling
  - STHLM Wrestling Championship (1 dată)[20]
- Westside Xtreme Wrestling
  - wXw Unified World Wrestling Championship (1 dată)[21]
  - 16 Carat Gold Tournament (2012)[22]
- Wrestling Observer Newsletter
  - Feud of the Year (2010) vs. Kevin Steen[23][24]
- WWE
  - WWE Intercontinental Championship (2 ori)[25]
  - NXT Championship (1 dată)[26]
  - Slammy Award (1 dată)[27]
    - NXT Superstar of the Year (2014)[28]